# Veus blanques
Veus blanques es el terme que s'utilitza per anomenar les veus musicals dels infants abans de la pubertat. La seva veu acostuma a tenir una tessitura més aguda i menys extensa que la d'un adult i, a més, no està gaire desenvolupada musicalment, tot mancant vibrato i color musical, fet pel qual s'anomena "blanca".